# Ryan O’Neal
Ryan O’Neal, született Charles Patrick Ryan O’Neal (Los Angeles, 1941. április 20. – Santa Monica, 2023. december 8.) amerikai színész és egykori bokszoló.

## Fiatalkora és családja
1941. április 20-án született Los Angelesben a forgatókönyvíró Charles O’Neal és a regényíró Patricia Callaghan gyermekeként. Édesapja angol és ír felmenőkkel rendelkezett, édesanyja pedig ír askenázi zsidók leszármazottja volt. Testvére, Kevin szintén színész, forgatókönyvíró.
A Los Angeles-i University High School gimnáziumban végezte tanulmányait, eközben pedig bokszolt és többször indult a Golden Gloves elnevezésű amatőr ökölvívóversenyen. Az 1950-es években apja munkája miatt Münchenbe költözött a család, Ryan itt érettségizett le.

## Filmes karrierje
Az 1960-as évek elejétől színészi pályája kezdetéig amatőr bokszoló volt. 1964-ben Rodney Harringtont játszotta a Peyton Place című televíziós sorozatban, ezzel pedig egy csapásra fellendítette karrierjét. Nemzetközi elismertséget a Love Story hozott neki, melyben Oliver Berrett szerepét játszotta Ali MacGraw oldalán – sokak véleménye szerint mind a mai napig az egyik legemlékezetesebb romantikus filmdrámai alakítását nyújtva. Teljesítményéért Oscar- és Golden Globe-díjra jelölték. 
Később feltűnt még olyan filmekben, mint a Mi van, doki? (1972), a Barry Lyndon (1975) és A híd túl messze van (1977). A Papírhold (1973) című filmdráma – melyben lányával, Tatum O’Neallel apa-lánya párost alakítottak – újabb Golden Globe-jelölést hozott számára (Tatum a díj történetének legfiatalabb színésznőjeként Oscart nyert a szereppel). Walter Hill 1978-as Gengszterek sofőrje című rendezésében a névtelen címszereplőt alakította.
2005 és 2017 között egyik visszatérő szereplője volt a Dr. Csont című amerikai drámasorozatnak, a címszereplő édesapját alakítva.

## Magánélete
1963–1967 között Joanna Cook Moore volt a felesége. 1967-1973 között Leigh Taylor-Younggal élt együtt. 1982-1997, illetve 2001-2009 között Farrah Fawcett volt a partnere, egészen annak haláláig. Két házasságából négy gyermeke született, Tatum és Griffin, valamint Patrick és Redmond James Fawcett O’Neal.
„Húszéves voltam, amikor először megházasodtam, de azt hiszem nem voltam elég érett, majd 21 évesen megszületett az első gyermekem. Nem ismertem a nőket a házasságom előtt, utána pedig már késő volt.” O’Neal első feleségének alkohol és drogproblémái voltak, ő pedig kisebb-nagyobb románcot folytatott Ursula Andress-szel, Bianca Jaggerrel, Anouk Aimée-vel, Jacqueline Bissettel, Barbra Streisanddal, Diana Ross-szal és Anjelica Hustonnal. Houston egy 2014-es visszaemlékezés alkalmával azt állította, O’Neal fizikailag bántalmazta.
Három legidősebb gyermekétől hosszú évekre elidegenedett, miután 2011-ben Tatum rossz apának írta le őt önéletrajzi könyvében és egy televíziós showban. Augusztus 4-én O’Neal, Tatum, és Patrick lőfegyverrel és droggal való visszaélés miatt jelent meg a redmonti bíróságon.
O’Nealnek kilenc unokája van: három Tatum, négy pedig Griffin révén, valamint Patricknak született két gyermeke a Rebecca De Mornayval való kapcsolatából.

## Egészségi állapota és halála
2001-ben leukémiát diagnosztizáltak nála, azonban 2006-ban gyógyultnak nyilvánították. A The People-nek így nyilatkozott "Ez is egy szerelmi történet (Love Story). Csak azt nem tudom, hogyan kell játszani. A rák alattomos ellenség." O’Neal később elárulta, hogy 2012-ben kezdeti stádiumos prosztatarákot is felfedeztek nála, bár egyes orvosok ezt a prognózist kétségbe vonják.
2023. december 8-án, 82 évesen hunyt el, halálát szívelégtelenség okozta.

## Filmográfia

### Film
| Év   | Magyar cím                                                  | Eredeti cím                               | Szerep                        | Magyar hang            |
| ---- | ----------------------------------------------------------- | ----------------------------------------- | ----------------------------- | ---------------------- |
| 1969 | A nagy zsozsó                                               | The Big Bounce                            | Jack Ryan                     |                        |
| 1970 |                                                             | The Games                                 | Scott Reynolds                |                        |
| 1970 | Love Story                                                  | Love Story                                | Oliver Barrett IV             | Kaszás Attila          |
| 1971 | Vad vándorok                                                | Wild Rovers                               | Frank Post                    | Zámbori Soma           |
| 1972 | Mi van, doki?                                               | What's Up, Doc?                           | Dr. Howard Bannister          | Benkő Péter            |
| 1973 | A sakkozó tolvaj                                            | The Thief Who Came to Dinner              | Webster McGee                 | Konrád Antal           |
| 1973 | Papírhold                                                   | Paper Moon                                | Moses Pray                    | Tahi Tóth László       |
| 1973 | Papírhold                                                   | Paper Moon                                | Moses Pray                    | Galambos Péter         |
| 1975 |                                                             | Barry Lyndon                              | Barry Lyndon                  |                        |
| 1976 | Az ötcentes mozi                                            | Nickelodeon                               | Leo Harrigan                  | Epres Attila           |
| 1977 | A híd túl messze van                                        | A Bridge Too Far                          | James M. Gavin dandártábornok | Hegedűs D. Géza        |
| 1977 | A híd túl messze van                                        | A Bridge Too Far                          | James M. Gavin dandártábornok | Selmeczi Roland        |
| 1977 | A híd túl messze van                                        | A Bridge Too Far                          | James M. Gavin dandártábornok | Markovics Tamás        |
| 1978 | Gengszterek sofőrje                                         | The Driver                                | a sofőr                       | Kalocsay Miklós        |
| 1978 | Oliver története                                            | Oliver's Story                            | Oliver Barrett IV             | Kaszás Attila          |
| 1979 | A nagy szám                                                 | The Main Event                            | Eddie 'Vasöklű Öcsi' Scanlon  | Szabó Sipos Barnabás   |
| 1981 | Ez igen!                                                    | So Fine                                   | Joseph Wiley                  | Hegedűs D. Géza        |
| 1981 | Ez igen!                                                    | So Fine                                   | Joseph Wiley                  | Czvetkó Sándor         |
| 1981 | Összeesküvők                                                | Circle of Two                             | színházi patrónus             |                        |
| 1981 | Smaragdháború                                               | Green Ice                                 | Bobby Fine                    | Csernák János          |
| 1981 | Smaragdháború                                               | Green Ice                                 | Bobby Fine                    | Czvetkó Sándor         |
| 1982 | Partnerek                                                   | Partners                                  | Benson őrmester               |                        |
| 1984 | Kibékíthetetlen ellentétek                                  | Irreconcilable Differences                | Albert Brodsky                | Rékasi Károly          |
| 1985 | Jackpot                                                     | Fever Pitch                               | Steve Taggart                 |                        |
| 1987 | Kemény fiúk tánca                                           | Tough Guys Don't Dance                    | Tim Madden                    | Kautzky Armand         |
| 1987 | Kemény fiúk tánca                                           | Tough Guys Don't Dance                    | Tim Madden                    | Haás Vander Péter      |
| 1989 | Az ég is tévedhet                                           | Chances Are                               | Philip Train                  | Sinkovits-Vitay András |
| 1989 | Az ég is tévedhet                                           | Chances Are                               | Philip Train                  | Hegedűs D. Géza        |
| 1995 | Ki az úr a háznál?                                          | Man of the House                          | férfi                         |                        |
| 1996 | A hűtlenség ára                                             | Faithful                                  | Jack Connor                   | Sörös Sándor           |
| 1997 |                                                             | Hacks                                     | Dr. Applefield                |                        |
| 1997 |                                                             | An Alan Smithee Film: Burn Hollywood Burn | James Edmunds                 |                        |
| 1998 | A magány-nyomozó                                            | Zero Effect                               | Gregory Stark                 | Koroknay Géza          |
| 1999 | Lányok a csúcson                                            | Coming Soon                               | Dick                          |                        |
| 2000 |                                                             | The List                                  | Richard Miller                |                        |
| 2002 | Ismerős játékok                                             | People I Know                             | Cary Launer                   | Rosta Sándor           |
| 2002 | The Gentleman Bandit, avagy hogyan lopjunk pénzt stílusosan | The Gentleman Bandit                      | Phil, bankigazgató            | Sebestyén András       |
| 2003 | A fehér csóka                                               | Malibu's Most Wanted                      | Bill Gluckman                 | Jakab Csaba            |
| 2012 |                                                             | Slumber Party Slaughter                   | William O'Toole               |                        |
| 2015 | Kupák lovagja                                               | Knight of Cups                            | Ryan                          |                        |
| 2015 |                                                             | Unity (dokumentumfilm)                    | narrátor                      |                        |

### Televízió
- The Many Loves of Dobie Gillis (1960)
- Érinthetetlenek (1960)
- A kétarcú Nyugat (1961)
- Bachelor Father (1961)
- The Virginian (1963)
- Perry Mason (1964)
- Peyton Place (1964-1967)
- Kettős kör (1980)
- Játékszenvedély (1985)
- Vannak esélyek (1989)
- Small Sacrifices (1989)
- Good Sports (1991)
- A férfi fentről (1992)
- Hacks (1997)
- Coming Soon (1999)
- The list (2000)
- Végzetes erő (2001)
- Miss Match (2003)
- Született feleségek (2005)
- Dr. Csont (2006-2017)